# Stadtpolizei Winterthur

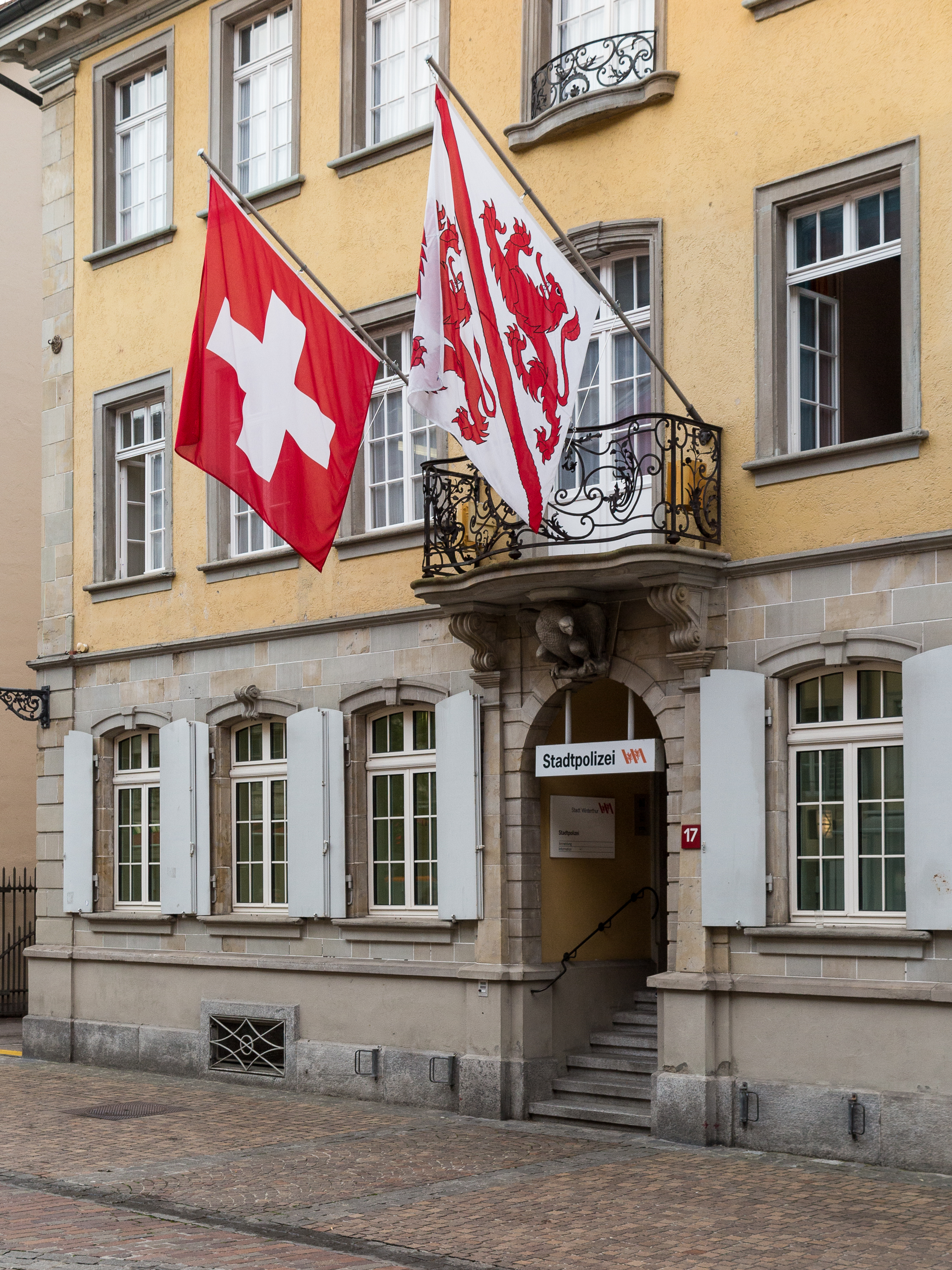
Das ehemalige Hauptgebäude der Stadtpolizei am Obertor 17

Die Stadtpolizei Winterthur ist die hoheitliche Polizei der Stadt Winterthur im Kanton Zürich in der Schweiz. In der Winterthurer Stadtverwaltung bildet sie einen Bereich des Departements «Sicherheit und Umwelt».

## Rechtsgrundlagen
In der Schweiz verfügen die Kantone über die Polizeihoheit und mehrere davon – so auch der Kanton Zürich – delegieren einen Teil ihrer Polizeikompetenzen an Städte und Gemeinden. Die Zürcher Kommunen können deshalb eigene Sicherheitsorganisationen einsetzen. Die Stadt Zürich wie auch Winterthur sowie rund vierzig Zürcher Kommunen verfügen somit über eigene Polizeiorganisationen.
Namentlich die Stadtpolizei Zürich und in reduziertem Umfang auch das Winterthurer Korps sind mit erweiterten polizeilichen Handlungskompetenzen ausgestattet. In Bereichen wie der wissenschaftlichen Polizei, der Kriminaltechnik oder der Grosslagenbewältigung arbeiten sie eng mit der Kantonspolizei Zürich zusammen. Die künftigen Winterthurer Polizistinnen und Polizisten werden an der Zürcher Polizeischule (ZHPS) ausgebildet. Zudem werden Winterthurer Polizeigrenadiere und Diensthundeführerinnen und -führer in Zusammenarbeit mit der Kantonspolizei Zürich ausgebildet und eingesetzt.
Die Grundlagen für die Zusammenarbeit zwischen dem Polizeikorps des Kantons Zürich und den Zürcher Städten und Gemeinden, darunter vorab den Stadtpolizeien Zürich und Winterthur bilden das Zürcher Polizeigesetz vom 1. Juli 2009 sowie das Polizei-Organisationsgesetz vom 29. November 2004.

## Organisation und Aufgaben
Rund 280 Polizei- und Zivilangehörige versehen rund um die Uhr ihren Dienst. Für die Bewältigung von besonderen und Grosslagen kann Polizeileitung Ordnungsdienstdetachemente aufbieten oder Grenadiere einsetzen. Fallweise unterstützt die Kantonspolizei Zürich die Winterthurer Ordnungsdienstkräfte.
Ein Aufgabenschwergewicht bildet der Umgang mit urbanen Problemen wie dem Strassenverkehr, der Kleinkriminalität oder der Umgang mit Randständigen. In den Jahren 2008 und 2009 löste die Stadtpolizei Winterthur die sogenannte «Pavillon-Szene», das war eine Gruppe von Randständigen und Drogenabhängigen, auf. Diese Aktion, nach dem Treffpunkt der Alkoholabhängigen, dem Pavillon beim Merkurplatz «Merkur» genannt, führte 2009 zur Gründung der Abteilung Quartiere-Innenstadt mit der Quartier- und der Bike-Polizei. Die Folge war eine bessere Wahrnehmung der lokalen Polizeipräsenz und eine intensivere Umsetzung des Community Policing. 2010 startete die langjährige Operation «AHAB» (Aktionsplan Hauptbahnhof), die in der Umgebung des Bahnhofs Winterthur zu einem deutlichen Rückgang der Zahl der Gewaltdelikte geführt hat. Seit 2018 führt die Stadt unter der Leitung des Polizeikommandanten und unter Einbezug aller Departemente ein umfassendes Sicherheitsmanagement, das darauf abzielt, den Sicherheitsstandard langfristig zu erhalten, denn die Kriminalstatistik weist aus, dass Winterthur seit 2008 die objektiv sicherste Schweizer Grossstadt ist.

## Gliederung
Das Polizeikorps ist in das Polizeikommando sowie sechs Hauptabteilungen (HA) gegliedert.

### Polizeikommando
Das Polizeikommando ist das leitende Organ der Stadtpolizei. Das Kommando besteht aus dem Kommandanten, seinem Stabschef und dem Leiter des Kommandobereichs 1. Dem Kommandanten obliegt die strategische und operative Führung des Korps; in seiner Funktion ist er auch Kommandant des (zivilen) Stadtführungsstabs und Leiter des interdepartementalen Sicherheitsmanagements. Ihm ist die Abteilung Medien und Kommunikation direkt unterstellt. Bei besonderen und Grosslagen tritt ein Einsatzstab unter der Leitung eines vom Kommandanten bezeichneten Gesamt-Einsatzleiters auf den Plan.

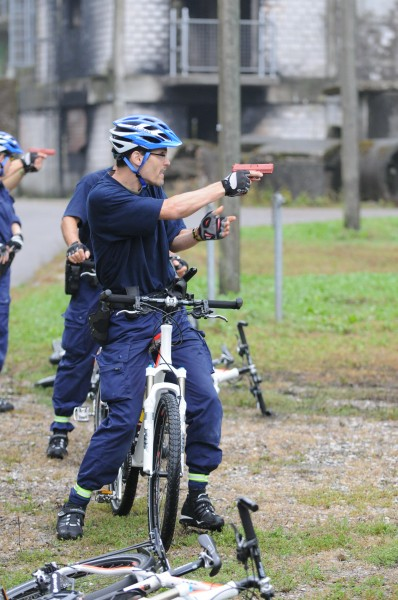
Winterthurer Bike Polizist beim Training

### Hauptabteilung Operationen
- Aufgaben: Die HA Operationen betreibt das Lagezentrum, bereitet die Grossanlässe und -lagen vor. Sie bewirtschaftet die Brennpunkte mittels Bike- und Quartierpolizei. Sie betreibt die Einsatzzentrale.
- Abteilung: Lagebild, Planung und Einsatz

### Hauptabteilung Bewilligungen
- Aufgaben: Die HA Bewilligungen sorgt für die Bewirtschaftung des öffentlichen Raumes (Altstadt, Märkte). Sie sorgt für die Rechtsdurchsetzung in Industrie, Gewerbe, Gastgewerbe und Märkten u. a. m. Sie betreibt die Ordnungsbussenzentrale.
- Abteilung: Verwaltungspolizei.

### Hauptabteilung Ermittlungen und Prävention
- Aufgaben: Die HA Ermittlungen fahndet, ermittelt und setzt Spezialisten (bspw. Graffiti-Bekämpfung) ein. Sie betreibt Frauen- und Gewaltschutz sowie Täter-Früherkennung.
- Abteilungen: Ermittlungen und Prävention

### Hauptabteilung Sicherheits- und Verkehrspolizei
- Aufgaben: Die HA Sicherheits- und Verkehrspolizei ist das Ersteinsatz-Element. Rund um die Uhr interveniert sie per Funkstreife. Sie überwacht, kontrolliert und steuert den Verkehr.
- Abteilung: Sicherheitspolizei.

### Kommandobereiche 1 und 2
- Aufgaben: Diese beiden Bereiche rekrutieren den Nachwuchs und sind zuständig für die Grundausbildung an der Zürcher Polizeischule (ZHPS) sowie fachliche Weiterbildung der Korpsangehörigen. Sie sind die internen Dienstleister in für die anderen HA.
- Abteilungen: (KB1) Aus- und Weiterbildung, Rechtswesen, Qualitätssicherung; (KB2) Logistik, Informatik und Projekte.

## Geschichte
Die Berufspolizei der Stadt Winterthur trat am 10. Juli 1867 ihren Dienst an. Sie bestand aus einem Polizei-Oberlieutenant, einem Polizei-Lieutenant, zwei Wachtmeistern und zwölf Polizeidienern. Die Uniformierung und Bewaffnung waren militärisch geprägt (eidg. Ordonnanzsäbel nach dem Vorbild des französischen Infanteriesäbels „Briquet“ und Handfesseln). 1882 erhielten die Polizeiangehörigen einheitliche Ceinturons (Gürtel) und Säbel, die wiederum 1896 durch Weidmesser ersetzt wurden. Ein wichtiger Teil der anfänglichen Aufgabe war der Feuerwachtdienst. 1869 schaffte die Stadt eine Lärmkanone an, die auf Hochwacht des Heiligberges vor der Altstadt in einem Häuschen installiert wurde.
„…Die städtische Polizeiwache war für die Wartung und Bedienung des Geschützes zuständig. Bei Feuersbrünsten hatte die Mannschaft sechs Böllerschüsse abzufeuern. Es war sodann Aufgabe der Polizeiwache, nebst dem Trommeln des Generalmarsches mit «Jägerrufen» auszurücken, um durch Hupsignale sowie durch Feuerrufe den Brandort anzuzeigen…“

### Einige Meilensteine aus der Korpsgeschichte
- 1914 erhielt das Korps zehn Revolver des Kalibers 9 mm. Es handelte sich vermutlich um «Webley-Revolver». Eine einheitliche Bewaffnung mit deutschen «Ortgies»-Selbstladepistolen des Kalibers 6.35 mm folgte nach dem Ersten Weltkrieg.
- 1917 Umzug von der Marktgasse ins Haus zum Adler am Obertor.
- 1931 Schaffung der Organisations- und Aufnahme-Verordnung. Indienststellung des ersten Motorfahrzeuges, eines Autos der Firma «Willys-Overland». Ersatz der Säbel durch Gummiknüppel.
- 1934 Angeregt durch den «Tössemer Frontistenkrawall», als eine von Frontisten angesetzte Versammlung im links geprägten Töss von den Arbeitern verhindert wurde, rüstete das Polizeiamt die Mannschaften mit Helm, Bajonett und «Karabiner 31» aus.
- 1938 war das Gründungsjahr der motorisierten Verkehrspolizeipatrouillen.
- 1987 Die ersten vier Frauen besuchen die Polizeischule
- 1939 erhielt die Mannschaft die Selbstladepistole «Walther PPK», Kaliber 7.65 mm.
- 1943 Inkraftsetzung des Dienstreglements.
- 1975 Organisation einer Gruppe von Verkehrsbeamtinnen.
- 1980 Ersatz der Pistolen «Walther PPK» durch die neue Dienstwaffen «SIG Sauer P225».
- 1990 Geburtsstunde der Quartierpolizei. Einsatz des ersten Kontaktbeamten in der Altstadt.
- 2000 Ersteinsatz polizeilicher Jugenddienstbeauftragter.
- 2004 Einführung des Zürcher Polizeiorganisationsgesetzes. Die bisherigen locker definierten Zuständigkeiten zwischen der Zürcher Kantons- und den Kommunalpolizeien werden verbindlich geregelt.
- 2006 Schaffung der HA Ermittlungen (Kleinkriminalpolizei).
- 2009 Reform des polizeilichen Jugenddienstes. Dienstaufnahme durch die Bike-Polizisten. Anschaffung von Dienstpistolen des Typs Heckler & Koch P30.
- 2010 Operative Arbeitsaufnahme durch die Fachstelle zur Bekämpfung häuslicher Gewalt und Gewaltprävention.
- 2012 Das Winterthurer Stimmvolk stimmt für eine schrittweise Sollbestandeserhöhung auf 217 vereidigte Beamte.
- 2014 Integration des Lebensmittelinspektorats sowie Einführung des gesamtstädtischen Sicherheitscontrollings (systematisiertes Lagebild, Sozialmonitoring, Predictive Policing).
- 2015 Einsatz des ersten polizeilichen Kultur- und Gastromanagers der Schweiz.
- 2016 Volksbeschluss zur Erstellung eines neuen, zentralen Polizeigebäudes.
- 2017 Die Stadtpolizei wird 150 Jahre alt. Beginn des Restrukturierungsprojekts «Roadmap 2020», das auf eine umfassende Neuausrichtung abzielt.
- 2018 Schaffung einer Fachstelle «Brückenbauer – Interkulturelle Angelegenheiten» (Früherkennung von Radikalisierungstendenzen).
- 2019 Transfer der bislang der Stadtpolizei zugeteilten Abteilung Verkehrstechnik/Verkehrssteuerung zum Bauamt. Beginn der Bauarbeiten zum neuen Polizeigebäude an der Obermühlenstrasse. Aufhebung der Hauptabteilung Betriebe und Ausgliederung des Lebensmittelinspektorats. Neuuniformierung zusammen mit vierzehn weiteren Deutschschweizer Korps (optische Angleichung).
- 2020 Abschluss des Restrukturierungsprojekts «Roadmap 2020».
- 2022 Bezug des neuen Polizeigebäudes an der Obermühlestrasse und Demission des Realisators Oberst Fritz Lehmann.
- 2023 Ein nach zwei Suiziden bei der Quartierpolizei geführte Administrativuntersuchung verortete Mängel in der Führungs- und Problemkultur innerhalb des Korps.[4]

### Chefs, Kommissäre, Inspektoren und Kommandanten seit 1909
- 1909–1930 Rudolf Merki, Chef, Lieutenant
- 1930 Emil Egg, Chef, Lieutenant
- 1930–1931 Adolf Stadlin, Chef, Feldweibel
- 1931–1939 Albert Faas, Kommissär (entspricht einem Polizei-Oberleutnant)
- 1939–1947 Albert Morant, Dr., Inspektor (entspricht einem Polizei-Hauptmann)
- 1947–1969 Paul Walter, Inspektor (entspricht einem Polizei-Hauptmann)
- 1970–1981 Max Steiner, Dr., Inspektor (entspricht einem Polizei-Hauptmann)
- 1981–1986 Franz Zuber, Kommandant, Major
- 1986–2004 Hansrudolf Eichenberger, Kommandant, Major
- 2004–2022 Fritz Lehmann, Kommandant, Oberst
- seit 1. Februar 2023 Anjan Sartory, Kommandant, Oberstleutnant[5]